# Hoxton
Hoxton er et område i bydelen Hackney i London, lige nord for City of London. Hoxton er området mellem Old Street, City Road, Regent's Canal og Kingsland Road.
Navnet Hogesdon ("Svinegården") er tidligst nævnt i Domesday Book fra det 11. århundrede. I 1500-tallet blev Hoxton taget i brug som et rekreationsområde for den stadig mere overfyldte bys borgere. Der blev anlagt haver og forlystelsesparker langs dagens Hoxton Street, som blev kaldt for "Pimlico Path". Navnet Pimlico er ikke sikkert forklaret, men antages at være et personnavn. Pimlico blev senere et synonym for rekreation og forlystelser, og smittede senere over på det område i Westminster som i dag hedder Pimlico. Foruden de populære haver og turstier blev der på denne tid også bygget en del herskabshuse i Hoxton, særligt for udenlandske ambassadører og hoffolk.
Efter bybranden i 1666 fik Hoxton en tilstrømning af mennesker som havde mistet sine huse og ville etablere sig udenfor byen. De gamle herskabshuse forfaldt.
Under industrialiseringen i 1800-tallet blev Hoxton opfyldt med rækkehuse for arbejderklassen, samtidig som der kom lettere industri (bryggerier, møbel- og træindustri) langs den nyanlagte Regent's Canal. Når forstadsbanerne samtidig gjorde det muligt for de mere velstående at bosætte sig længere væk fra byen, trak middelklassen væk fra Hoxton, og Hoxton blev i løbet af århundredet et rent arbejderklassestrøg med boliger af enkleste standard – til dels slump.
Tyske bombefly bombede Hoxton under Blitzen i 1940-41, og meget af området lå i ruiner til længe efter krigen. Ny offentlig boligbyggeri i form af blokke af dårlig kvalitet har efterladt dele af Hoxton som en moderne slum. Samtidig førte industriudviklingen efter krigen til at meget af småindustrien i Hoxton blev nedlagt.
51°32′02″N 0°05′06″V / 51.534°N 0.085°V